# 포스코 E&C 타워
포스코 E&C타워(영어: Posco E&C Tower)는 대한민국 인천광역시 연수구 송도국제도시에 위치한 오피스 빌딩이다. 2007년에 착공하여 2010년에 완공하였다. 총 2개동으로 건설되었다. 지상은 39층, 지하로는 4층으로 구성되고 높이는 185m로 되어 있다.

## 위치
↑ 코스트코 송도점 방향
| 부영건설 | 포스코 E&C |

↓ 송도 센트럴파크 방향

## 역사
2007년에 착공하여 2010년 5월 18일 포스코 E&C 송도사옥 준공 및 입주식이 열렸다. 이후 7월 1일 사용 승인되었고 포스코 E&C 사옥을 서울특별시 서초구 서초동 대륭서초타워에서 인천광역시 연수구 송도국제도시로 이전했다. 포스코건설에서 가지고 있고 2017년 3월 부영그룹이 이 건물을 약 3000억원에 매입하여 부영 송도타워라는 간판을 설치했다.

## 높이
완공 당시 지상 39층, 185m로 인천광역시에서 가장 높은 업무용 빌딩이 되었다. 서울특별시에 있는 포스코 E&C 사옥이 인천광역시 송도국제도시로 이전 후 입주했다.

## 특징
송도의 프라임급 오피스 빌딩이다. 고대로부터 정화와 융화를 상징하는 파워스톤과 크리스탈 원석으로부터 전체 형태를 인용하고 포스코사옥을 표현하였다. 쌍둥이 빌딩은 송도국제도시에 있다. 크리스탈 원석을 형성화한 건물 외간은 스마트하고 미래적 이미지와 조화를 이룬다. 3D BIM 설계방식이 적용되었다. 현재 포스코 E&C 사옥 용도로 쓰고 있고 posco E&C 간판이 있다. 엘리베이터는 총 28대(승용 22대, 비상 2대 등)가 배치되어 있다.

## 내부 시설
포스코건설 등 입주업체들의 사무실을 사용하고 있다.
| 층수                | 용도                             |
| ------------------- | -------------------------------- |
| 37층 ~ 38층         | 업무시설                         |
| 9층 ~ 36층          | 포스코 E&C                       |
| 7층 ~ 8층           | 업무시설                         |
| 5층 ~ 6층           | 주민들을 위한 시설               |
| 4층                 | 다목적 강당                      |
| 3층                 | 비즈니스센터                     |
| 2층 ~ 4층           | 갤러리                           |
| 1층                 | 로비                             |
| 지하 4층 ~ 지하 1층 | 지하주차장, 휘트니스센터, 리테일 |

## 수상작
- 2010 우수디자인 건축디자인부문 선정
- 2014 International Property Awards Highly Commended

## 대중문화

### 드라마
- 2013년에 방영된 SBS 드라마 황금의 제국에서 성진그룹 본사로 나온다.
- 2015년에 방영된 JTBC 드라마 순정에 반하다에 헤르미아 그룹 본사로 나온다.
- 2016년에 방영된 tvN 드라마 굿 와이프에 나온다.
- 2018년에 방영된 JTBC 드라마 미스티에 JBC 사옥이 나온다.
- 2021년에 방영된 SBS 드라마 펜트하우스 3 14회에 나온다.

### 영화
- 2018년에 개봉한 일본 영화 명탐정 코난: 제로의 집행인에 나온다.

## 갤러리

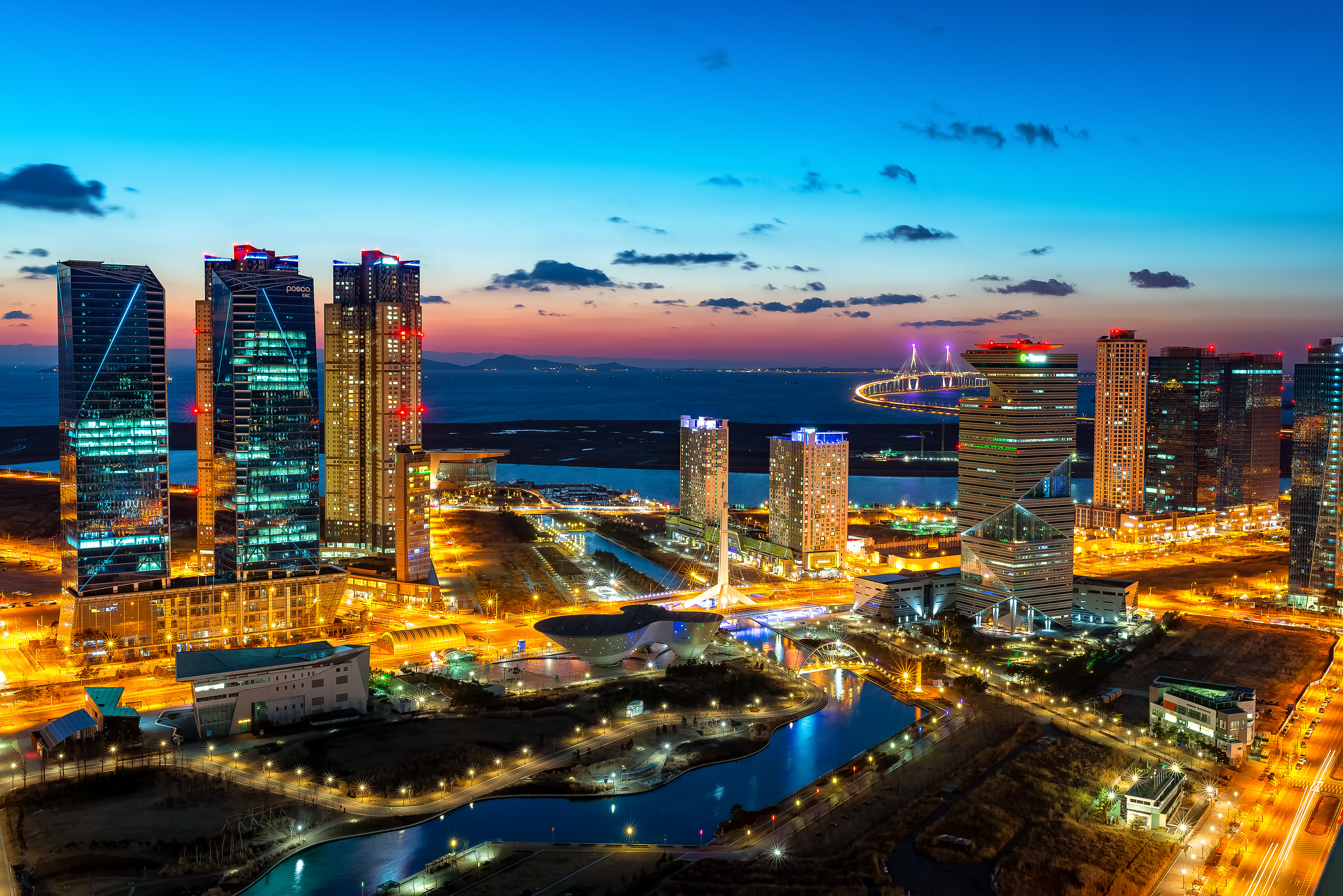
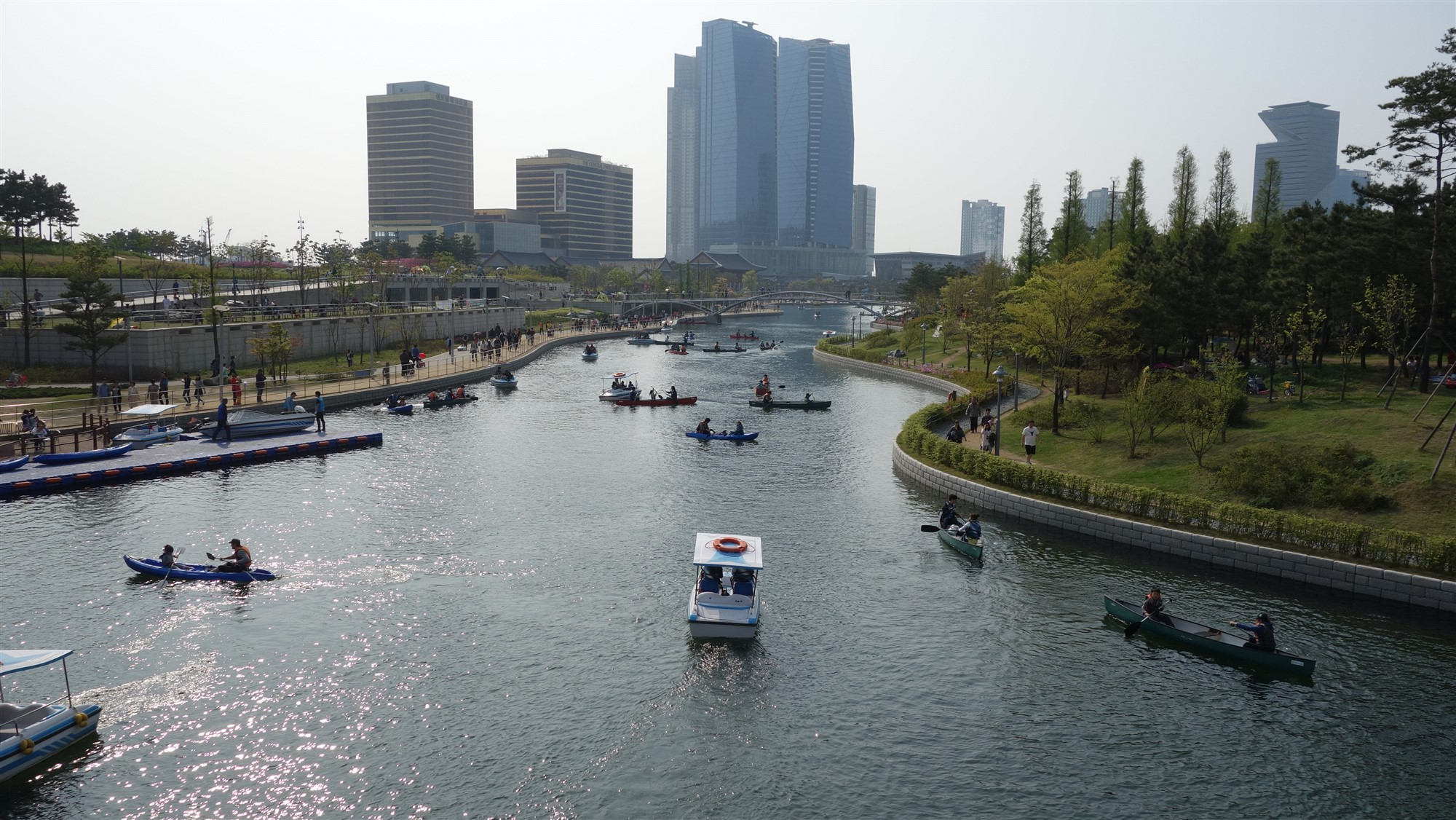
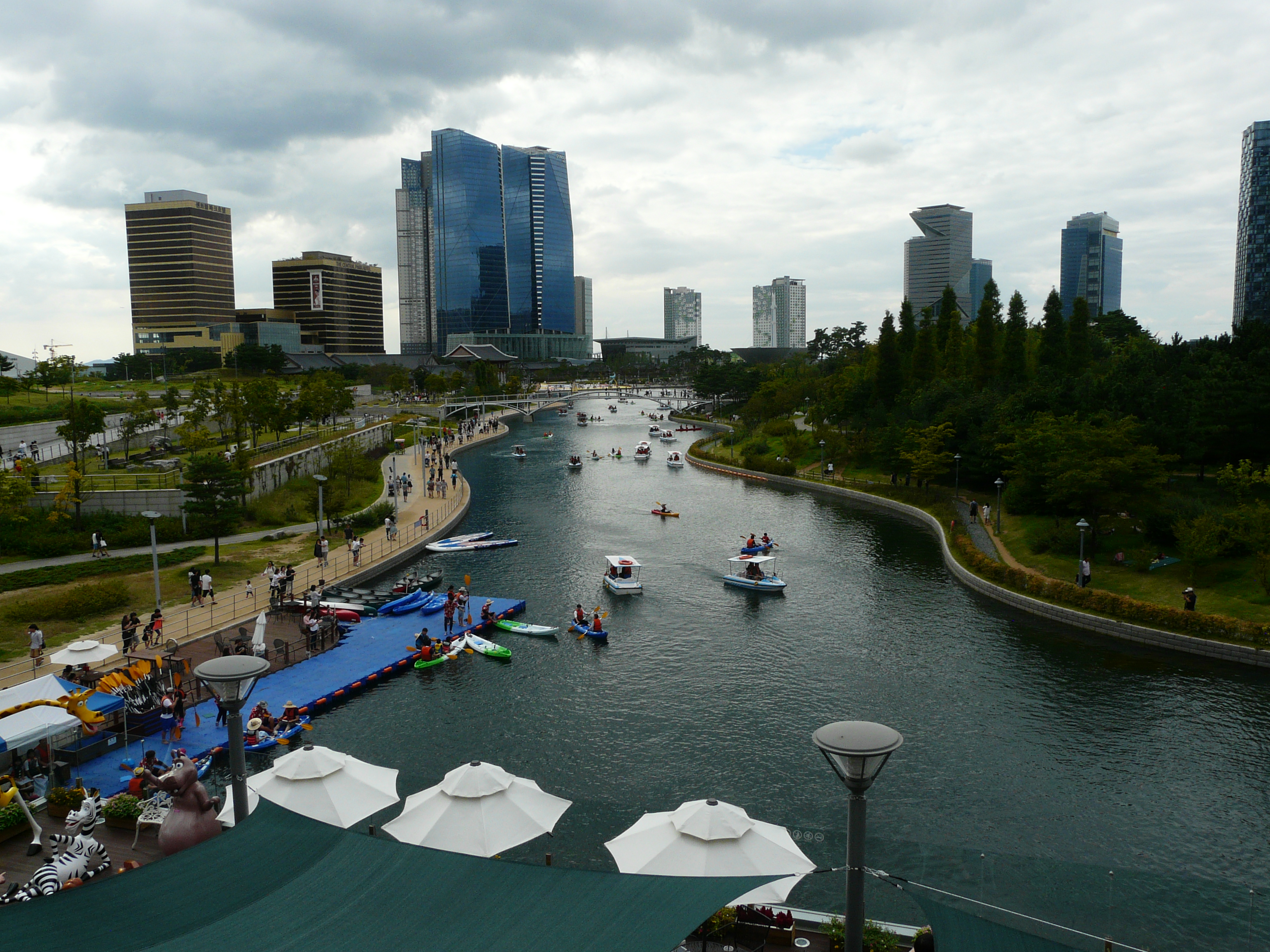
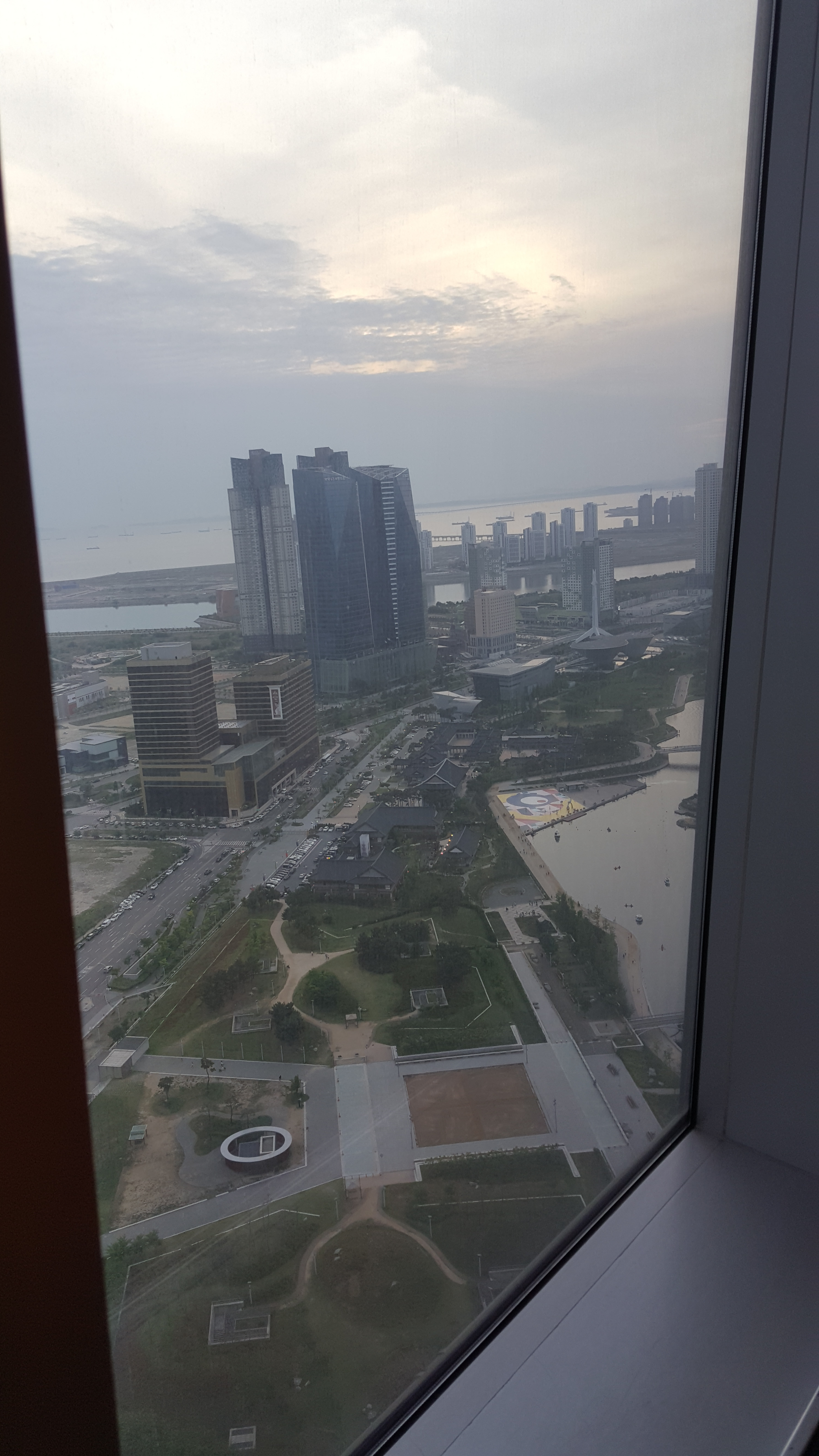

### 게임
- 테일즈샵 게임 썸썸 편의점에 나온다.

## 같이 보기
- 부영송도타워
- 부영그룹
- 포스코건설
- 대한민국의 마천루 목록
- 인천광역시의 마천루 목록